# Piece by Piece Remixed
Piece by Piece Remixed è un album di remix della cantante statunitense Kelly Clarkson, pubblicato nel 2016.

## Tracce
1. Piece by Piece (Idol version) – 3:32 – Greg Kurstin, Jason Halbert
2. Heartbeat Song (Lenno Remix) – 3:17 – Lenno Linjama
3. Invincible (Vicetone Remix) – 3:24 – Vicetone
4. Someone (Frank Pole Remix) – 3:27 – Frank Pole
5. Take You High (Rytmeklubben by Henrik The Artist & Torjus) – 4:07 – Rytmeklubben (Henrik The Artist & Torjus)
6. Let Your Tears Fall (Cutmore Remix) – 3:51 – Cutmore
7. Dance with Me (Young Bombs Remix) – 4:12 – Young Bombs (Martin Kottmeier and Tristan Norton)
8. Nostalgic (Mighty Mike & Teesa aka Kolaj Remix) – 3:14 – Kolaj (Mighty Mike & Teesa)
9. Second Wind (Cheat Codes Remix) – 3:38 – Cheat Codes (Matthew Russell, Trevor Dahl & Kevin Ford)
10. Tightrope (Tour Version) – 3:55 – Halbert